# Brittney Reese
Pour les articles homonymes, voir Reese.
Brittney Davon Reese (née le 9 septembre 1986 à Inglewood) est une athlète américaine spécialiste du saut en longueur. Quadruple championne du monde en plein air en 2009, 2011, 2013 et 2017 et triple championne du monde en salle en 2010, 2012 et 2016, elle s'adjuge le titre olympique en 2012 à Londres. Elle a également remporté deux autres médailles d'argent olympiques à Rio de Janeiro en 2016 et à Tokyo en 2021.

## Carrière

### Débuts
Étudiante à l'Université du Mississippi, elle remporte le concours de la longueur des Championnats NCAA 2007 et se classe deuxième des Championnats des États-Unis en plein air d'Indianapolis (6,67 m) derrière sa compatriote Grace Upshaw. Elle participe fin août aux Championnats du monde d'Osaka, sa première compétition internationale majeure au niveau sénior, et se classe huitième de la finale avec un saut à 6,60 m.
Elle remporte son premier titre national à la longueur dans le cadre des sélections olympiques disputées à Eugene. Elle s'impose avec un saut à 6,95 m, devant Grace Upshaw, et améliore de douze centimètres son record personnel établi lors de la saison 2007. Lors des Jeux olympiques de Pékin, l'Américaine réalise le meilleur saut des qualifications avec 6,87 m mais ne parvient pas à améliorer cette performance en finale. Elle prend la cinquième place du concours avec 6,76 m.

### Premier sacre mondial (2009)

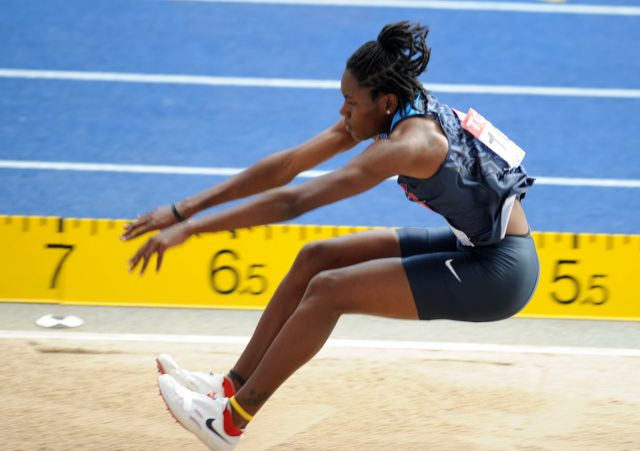
Brittney Reese remporte les Championnats du monde 2009 de Berlin et établit avec 7.10 m la meilleure performance mondiale de l'année.

En mars 2009, à Boston, Brittney Reese s'adjuge son premier titre de championne des États-Unis en salle, devant Hyleas Fountain, grâce à un saut à 6,71 m. Elle franchit pour la première fois de sa carrière la limite des sept mètres en mai 2009 en établissant un bond à 7,06 m (vent favorable de 0,7 m/s) lors du meeting Grande Premio Brasil Caixa de Atletismo de Belém. Elle devient à cette occasion la troisième sauteuse en longueur américaine de tous les temps derrière ses compatriotes Jackie Joyner-Kersee et Marion Jones. Elle confirme son rang en finale des Championnats des États-Unis en plein air de Eugene où elle décroche son deuxième titre national consécutif devant sa compatriote Brianna Glenn. Fin août 2009, en finale des Championnats du monde de Berlin, l'Américaine améliore son récent record en réalisant 7,10 m à son troisième essai, marque constituant la meilleure performance mondiale de l'année 2009. Première sauteuse en longueur américaine titrée au niveau mondial, elle devance la Russe Tatiana Lebedeva et la Turque Karin Mey Melis, auteurs respectivement de 6,97 m et 6,80 m. En fin de saison 2009, l'Américaine se rapproche de son record lors de la Finale mondiale de l'IAAF, à Thessalonique, en atteignant la marque de 7,08 m.
L'Américaine commence sa saison 2010 en remportant à Albuquerque son deuxième titre national en salle (6,89 m). Elle participe peu après aux Championnats du monde en salle de Doha et remporte le concours avec un bond à 6,70 m réussi à son premier essai. Reese devance la tenante du titre portugaise Naide Gomes et la Brésilienne Keila Costa. Vainqueur de son troisième titre consécutif de championne des États-Unis, fin juin à Des Moines, devant la spécialiste du saut en hauteur Chaunté Howard-Lowe, elle participe au circuit de la Ligue de diamant. Elle remporte les meetings Lausanne et de Paris-Saint-Denis devant Naide Gomes, et se classe deuxième du DN Galan de Stockholm, derrière la jeune espoir russe Darya Klishina. Le 19 août, l'Américaine remporte le meeting Weltklasse de Zurich et assure sa victoire finale dans cette compétition en totalisant dix-huit points.

### Deuxième titre mondial en plein air (2011)
Brittney Reese commence sa saison en plein air 2011 par une victoire obtenue au meeting Golden Gala de Rome, deuxième étape de la Ligue de diamant, avec la marque de 6,94 m. Elle décroche ensuite son quatrième titre consécutif en plein air de championne des États-Unis en réalisant un nouveau record personnel à 7,19 m à son sixième et dernier essai. Ce saut, établi avec un vent régulier de 1,8 m/s, constitue la meilleure performance au saut en longueur féminin depuis les 7,21 m réalisés par la Russe Lyudmila Kolchanova lors de la saison 2007. Elle confirme son état de forme en s'imposant lors des meetings de Lausanne (6,85 m) et de Monaco (6,82 m), et en se classant deuxième du meeting de Birmingham derrière sa compatriote Janay DeLoach.
Lors des Mondiaux de Daegu, elle conserve son titre de championne du monde avec un bond de 6,82 m, le plus mauvais résultat jamais obtenu lors des championnats du monde, réussi dès son premier essai, le seul qu'elle n'ait pas mordu. Elle devient la quatrième athlète à remporter deux titres mondiaux en plein air du saut en longueur après sa compatriote Jackie Joyner-Kersee, l'Allemande Heike Drechsler et l'Italienne Fiona May.

### Championne olympique (2012)
En mars 2012, Brittney Reese remporte son deuxième titre mondial en salle consécutif à l'occasion des Championnats du monde en salle d'Istanbul. Elle s'impose grâce à un bond à 7,23 m établi à son sixième et dernier essai. Elle devance finalement sa compatriote Janay DeLoach (6,98 m) qui l'avait dominée quelques jours plus tôt lors des Championnats des États-Unis en salle d'Albuquerque, et la Britannique Shara Proctor (6,89 m). Auteure de la meilleure performance mondiale de l'année 2012, ce saut lui permet de figurer au troisième rang des meilleures performeuses mondiales de tous les temps en salle, derrière Heike Drechsler et Galina Chistyakova.
Invaincue lors d'un championnat inter-continental depuis la saison 2008, Brittney Reese remporte le titre des Jeux olympiques de Londres, en août 2012, en établissant la marque de 7,12 m à son deuxième essai. Elle devance sur le podium la Russe Yelena Sokolova, médaillée d'argent avec 7,07 m et l'autre Américaine Janay DeLoach, troisième du concours avec 6,89 m. Elle est la première américaine titrée dans cette épreuve depuis Jackie Joyner-Kersee en 1988.

### Troisième titre mondial en plein air (2013)

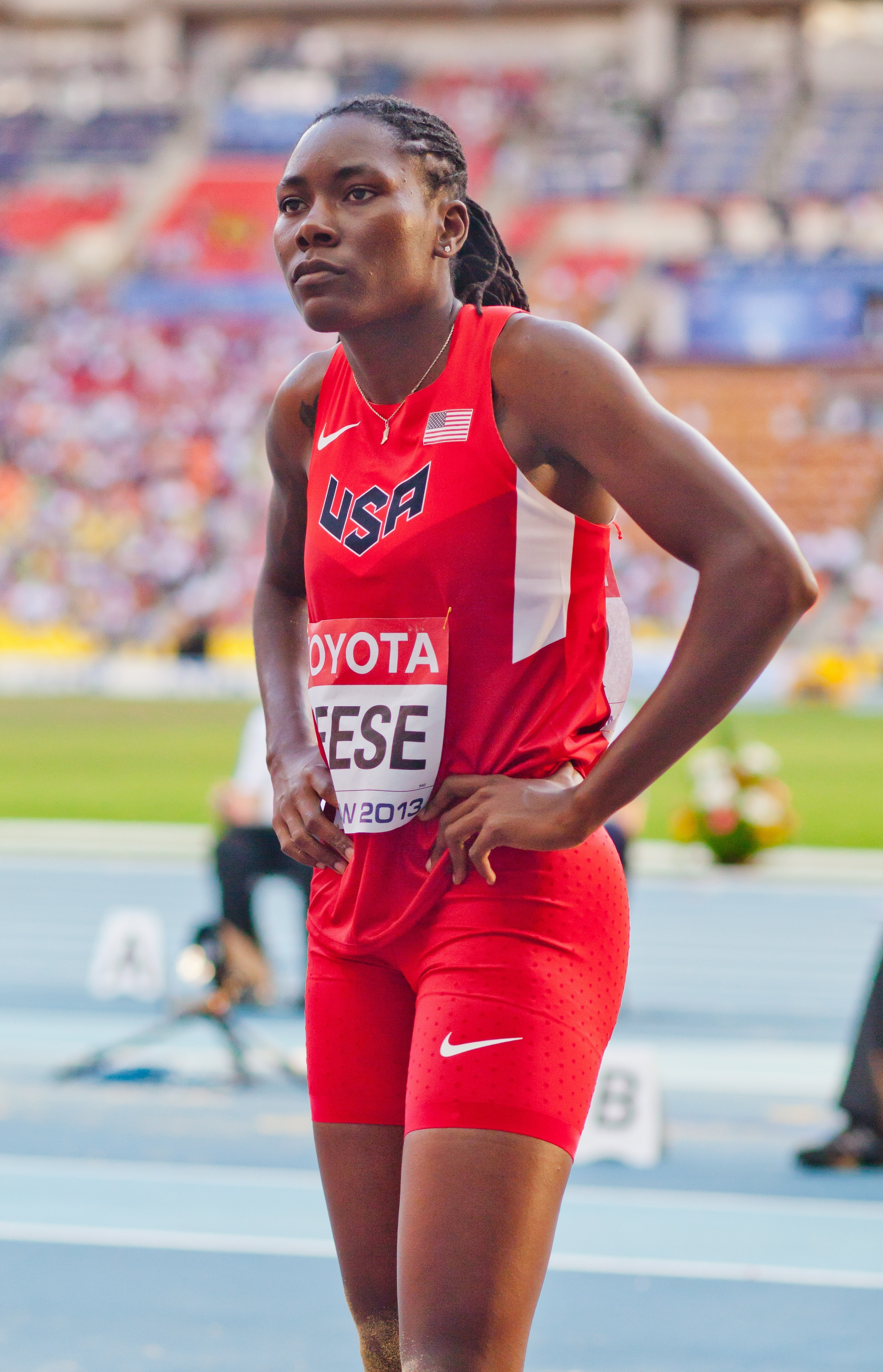
Reese lors des championnats du monde 2013.

Elle participe à la première étape de la Ligue de diamant 2013, le Qatar Athletic Super Grand Prix de Doha. Elle remporte le concours avec un saut à 7,25 m (+1,6 m/s), améliorant de six centimètres son record personnel datant de la saison 2011, et établissant la meilleure marque féminine en plein air depuis le 31 juillet 2004.
Le 11 août 2013, lors des championnats du monde de Moscou, Brittney Reese devient la première athlète féminine à remporter un troisième titre mondial en plein air au saut en longueur, dépassant à cette occasion l'Allemande Heike Drechsler, l'Américaine Jackie Joyner-Kersee et l'Italienne Fiona May, couronnées à deux reprises dans cette compétition. Elle réalise son meilleur saut à son deuxième essai avec 7,01 m (+ 0,2 m/s) et devance de deux centimètres la Nigériane Blessing Okagbare et de dix-neuf centimètres la Serbe Ivana Španović.

### Retour au sommet après deux saisons en demi-teinte (2016)
Le 19 mars 2016, Reese est sacrée championne du monde du saut en longueur en salle lors des championnats du monde en salle de Portland avec une marque de 7,22 m à seulement un centimètre de son record personnel. Elle devance Ivana Spanovic (7,07 m) et Lorraine Ugen (6,93 m). Lors de la saison estivale, l'Américaine établit deux fois 7,04 m lors du meeting de Bellinzone et espère « sauter 7,30 m et remporter son second titre olympique ». 
Le 2 juillet 2016 à Eugene, Reese remporte les sélections olympiques avec un saut à 7,31 m (+ 1,7 m/s) réussi à sa quatrième tentative. Elle améliore de six centimètres son record personnel établi en 2013, et devient la deuxième meilleure sauteuse en longueur américaine, derrière Jackie Joyner-Kersee (7,49 m en 1994) et à égalité avec Marion Jones (1998). C'est aussi la première fois depuis douze ans (Tatiana Lebedeva, 7,33 m en 2004) qu'une telle performance est réalisée sur la scène internationale.
Lors des Jeux olympiques de Rio, Brittney Reese ne parvient pas à conserver son titre olympique acquis à Londres en 2012 : avec un énorme bond à 7,15 m, elle est tout de même battue par sa compatriote Tianna Bartoletta, la championne du monde en titre, qui réussit 7,17 m.

### Quatrième titre mondial (2017)
Brittney Reese ouvre sa saison le 17 mai 2017 à Baie-Mahault (Guadeloupe) où elle établit la meilleure performance mondiale de l'année avec 6,98 m. Elle bat la Britannique Lorraine Ugen (6,76 m). Elle confirme moins de dix jours plus tard lors du Prefontaine Classic de Eugene où elle améliore sa propre marque grâce à un saut à 7,01 m. Elle devance Tianna Bartoletta (6,83 m) et Lorraine Ugen (6,78 m). Le 17 juin, à Chula Vista, elle saute 7,13 m.
Le 11 août, lors de la finale des Championnats du monde de Londres, Brittney Reese surclasse ses adversaires en remportant un 4e titre mondial avec un saut à 7,02 m, devant Darya Klishina (7,00 m) et Tianna Bartoletta (6,97 m). Elle est la seule athlète de l'histoire à obtenir quatre couronnes planétaires.
Le 18 février 2018, elle devient championne des États-Unis en salle à Albuquerque avec 6,88 m, meilleure performance mondiale de l'année.
Le 27 juillet 2019, elle remporte un nouveau titre national à Des Moines avec 7,00 m.

## Vie privée
Son grand-père, King David Dunomes Jr., a participé à la Guerre de Corée. Il est décédé le 6 juillet 2017, et Brittney Reese lui a rendu hommage lors des mondiaux le mois suivant.

## Palmarès

### International

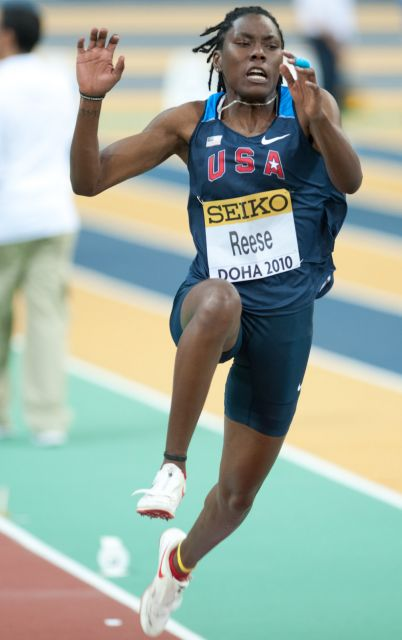
Brittney Reese devient championne du monde en salle de la longueur en mars 2010 à Doha.

| Date | Compétition                    | Lieu             | Résultat | Marque  |
| ---- | ------------------------------ | ---------------- | -------- | ------- |
| 2007 | Championnats du monde          | Osaka            | 7e       | 6,60 m  |
| 2008 | Jeux olympiques                | Pékin            | 4e       | 6,76 m  |
| 2009 | Championnats du monde          | Berlin           | 1re      | 7,10 m  |
| 2009 | Finale mondiale                | Thessalonique    | 1re      | 7,08 m  |
| 2010 | Championnats du monde en salle | Doha             | 1re      | 6,70 m  |
| 2010 | Ligue de diamant               | Ligue de diamant | 1re      | détails |
| 2011 | Championnats du monde          | Daegu            | 1re      | 6,82 m  |
| 2011 | Ligue de diamant               | Ligue de diamant | 1re      | détails |
| 2012 | Championnats du monde en salle | Istanbul         | 1re      | 7,23 m  |
| 2012 | Jeux olympiques                | Londres          | 1re      | 7,12 m  |
| 2013 | Championnats du monde          | Moscou           | 1re      | 7,01 m  |
| 2016 | Championnats du monde en salle | Portland         | 1re      | 7,22 m  |
| 2016 | Jeux olympiques                | Rio de Janeiro   | 2e       | 7,15 m  |
| 2016 | Ligue de diamant               | Ligue de diamant | 2e       | détails |
| 2017 | Championnats du monde          | Londres          | 1re      | 7,02 m  |
| 2018 | Championnats du monde en salle | Birmingham       | 2e       | 6,89 m  |
| 2019 | Ligue de diamant               | Ligue de diamant | 2e       | 6,85 m  |
| 2021 | Jeux olympiques                | Tokyo            | 2e       | 6,97 m  |

### National
- Championnats des États-Unis d'athlétisme :
  - plein air : vainqueur en 2008, 2009, 2010, 2011, 2012, 2014, 2016 et 2019 ; 2e en 2017
  - salle : vainqueur en 2009, 2010 et 2018; 2e en 2012
- Championnats NCAA :
  - Vainqueur en 2007 et 2008

## Records

### Records personnels
| Épreuve          | Épreuve      | Performance       | Lieu     | Date           |
| ---------------- | ------------ | ----------------- | -------- | -------------- |
| Saut en longueur | En plein air | 7,31 m (+1,7 m/s) | Eugene   | 2 juillet 2016 |
| Saut en longueur | En salle     | 7,23 m            | Istanbul | 11 mars 2012   |

### Meilleures performances par année
| Année | Marque | Date             | Lieu        | Rang |
| ----- | ------ | ---------------- | ----------- | ---- |
| 2007  | 6,83 m | 27 août 2007     | Osaka       | 16   |
| 2008  | 6,95 m | 3 juillet 2008   | Eugene      | 5    |
| 2009  | 7,10 m | 23 août 2009     | Berlin      | 1    |
| 2010  | 6,94 m | 8 juillet 2010   | Lausanne    | 4    |
| 2011  | 7,19 m | 26 juin 2011     | Eugene      | 1    |
| 2012  | 7,15 m | 1er juillet 2012 | Eugene      | 1    |
| 2013  | 7,25 m | 10 mai 2013      | Doha        | 1    |
| 2014  | 6,92 m | 28 juin 2014     | Sacramento  | 3    |
| 2015  | 6,97 m | 27 juin 2015     | Eugene      | 5    |
| 2016  | 7,31 m | 2 juillet 2016   | Eugene      | 1    |
| 2017  | 7,13 m | 17 juin 2017     | Chula Vista | 1    |
| 2018  | 6,87 m | 8 juin 2018      | Chorzów     | 8    |
| 2019  | 7,00 m | 27 juillet 2019  | Des Moines  | 3    |
| 2020  | —      | —                | —           | —    |
| 2021  | 7,13 m | 26 juin 2021     | Eugene      | 3    |

| Année | Marque | Date            | Lieu         | Rang |
| ----- | ------ | --------------- | ------------ | ---- |
| 2007  | 6,64 m | 24 février 2007 | Lexington    | 11   |
| 2008  | 6,87 m | 1er mars 2008   | Fayetteville | 4    |
| 2009  | 6,71 m | 1er mars 2009   | Boston       | 4    |
| 2010  | 6,89 m | 28 février 2010 | Albuquerque  | 1    |
| 2011  | 6,86 m | 27 février 2011 | Albuquerque  | 3    |
| 2012  | 7,23 m | 11 mars 2012    | Istanbul     | 1    |
| 2013  | 6,85 m | 16 mars 2013    | New York     | 5    |
| 2014  | —      | —               | —            | —    |
| 2015  | —      | —               | —            | —    |
| 2016  | 7,22 m | 18 mars 2016    | Portland     | 1    |
| 2017  | —      | —               | —            | —    |
| 2018  | 6,89 m | 4 mars 2018     | Birmingham   | 3    |